# Giorgio Fuà
Giorgio Fuà (Ancona, 19 maggio 1919 – Ancona, 13 settembre 2000) è stato un economista italiano.

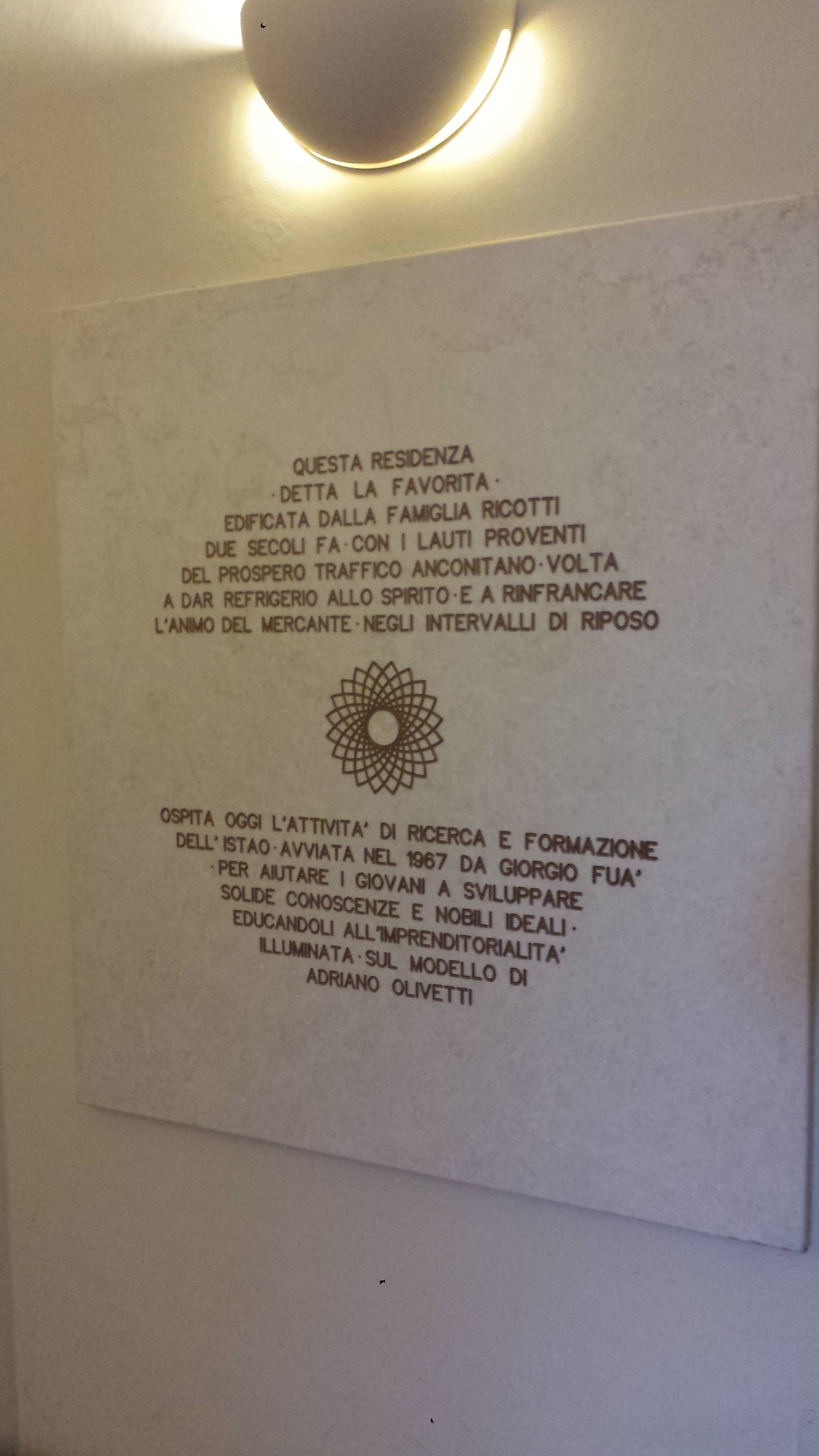

Fondò la facoltà di economia dell'Università Politecnica delle Marche di Ancona e l'ISTAO di Ancona, Istituto Adriano Olivetti di studi per la gestione dell'economia e delle aziende.
Il 26 gennaio 2002, l'università dedicò la facoltà di economia e commercio a Giorgio Fuà.
Nel 2010 è stata istituita la Fondazione Giorgio Fuà  con la finalità di raccogliere e promuovere l'eredità culturale dello studioso.

## Biografia
Nato da una famiglia ebraica di Ancona di estrazione borghese, frequentò le scuole nel capoluogo per spostarsi a Pisa dove frequentò sia l'Università sia la scuola Normale Superiore di Pisa. Riuscì a conseguire la laurea all'Università di Pisa in Scienze politiche, ma non a concludere gli studi come normalista, costretto a lasciare a causa delle leggi razziali, poiché ebreo. 
In seguito alle persecuzioni degli ebrei fuggì in Svizzera dove, nel 1940, conseguì il Doctorat en Droit - mention en économie politique all'Università di Losanna. Dal 1941 iniziò a lavorare per Adriano Olivetti e nel 1943 si sposò con Erika Rosenthal. 
Per un breve periodo (1947-1950) ritornò all'università di Pisa come professore, poi venne chiamato a Ginevra come consulente della Commissione Economica per l'Europa delle Nazioni Unite presieduta da Gunnar Myrdal. Nel 1955 entrò all'Eni come consigliere economico di Enrico Mattei.
Decisivo il suo impegno per la costituzione di una facoltà di economia nella sua città natale. Anche grazie ai suoi contatti con Carlo Bo, allora rettore dell'Università di Urbino, e con il giurista Franco Pastori che nel medesimo ateneo sarà il primo preside, nel 1959 riuscì ad aprire la facoltà come sede distaccata di Urbino. Dopo alcuni anni (1969) venne unita alla facoltà di Ingegneria creando la "Libera Università di Ancona". Dalla sua istituzione fino al 1997 insegnò in questa facoltà, coinvolgendo molti altri esperti italiani. 
Nel 1967 fondò ad Ancona l'ISTAO (Istituto Adriano Olivetti di studi per la gestione dell'economia e delle aziende) con l'obiettivo di creare una scuola di alta specializzazione post laurea; ora ha sede a Villa Favorita.
Dal 1983 al 1986 fu presidente della Società italiana degli economisti e dal 1986 socio dell'Accademia dei Lincei. Nel 1988 fondò l'Associazione italiana per la collaborazione tra gli economisti di lingua neolatina, di cui fu presidente fino al 1994. Ricevette la laurea honoris causa dall'Università di Camerino (1993) e dall'Università autonoma di Madrid (2000).

## Opere
- Reddito nazionale e politica economica, prefazione di Gustavo Del Vecchio, Torino, Edizioni scientifiche Einaudi, 1957.
- Lo Stato e il risparmio privato, Torino, Einaudi, 1961.
- Idee per la programmazione economica, coautore Paolo Sylos Labini, Bari, Laterza, 1963.
- Occupazione e capacità produttive: la realtà italiana, Bologna, Il mulino, 1976.
- Il modellaccio: modello dell'economia italiana elaborato dal Gruppo di Ancona, a cura di G. Fuà, Milano, Franco Angeli, 1976-1977.
- Lo sviluppo economico in Italia: storia dell'economia italiana negli ultimi cento anni, a cura di G. Fuà, Milano, Franco Angeli, 1978-1983.
- Problemi dello sviluppo tardivo in Europa: Rapporto su sei paesi appartenenti all'OCSE, Bologna, Il mulino, 1980.
- Industrializzazione senza fratture, a cura di G. Fuà e Carlo Zacchia, Bologna, Il mulino, 1983.
- Troppe tasse sui redditi, coautore Emilio Rosini, Roma-Bari, Laterza, 1985.
- Conseguenze economiche dell'evoluzione demografica, a cura di G. Fuà, Bologna, Il mulino, 1986.
- Orientamenti per la politica del territorio, a cura di G. Fuà, Bologna, Il mulino, 1991.
- Crescita economica: le insidie delle cifre, Bologna, Il mulino, 1993.

## Monumenti e infrastrutture dedicate a Fuà
- Il 26 gennaio 2002 gli viene intitolata la Facoltà di Economia dell'Università di Ancona.
- Il 14 dicembre 2019, cerimonia di intitolazione dell'area antistante l'ingresso del campus di Villa Favorita (sede ISTAO, Zona Baraccola Ovest, Ancona), che prende il nome di "Largo Giorgio Fuà".

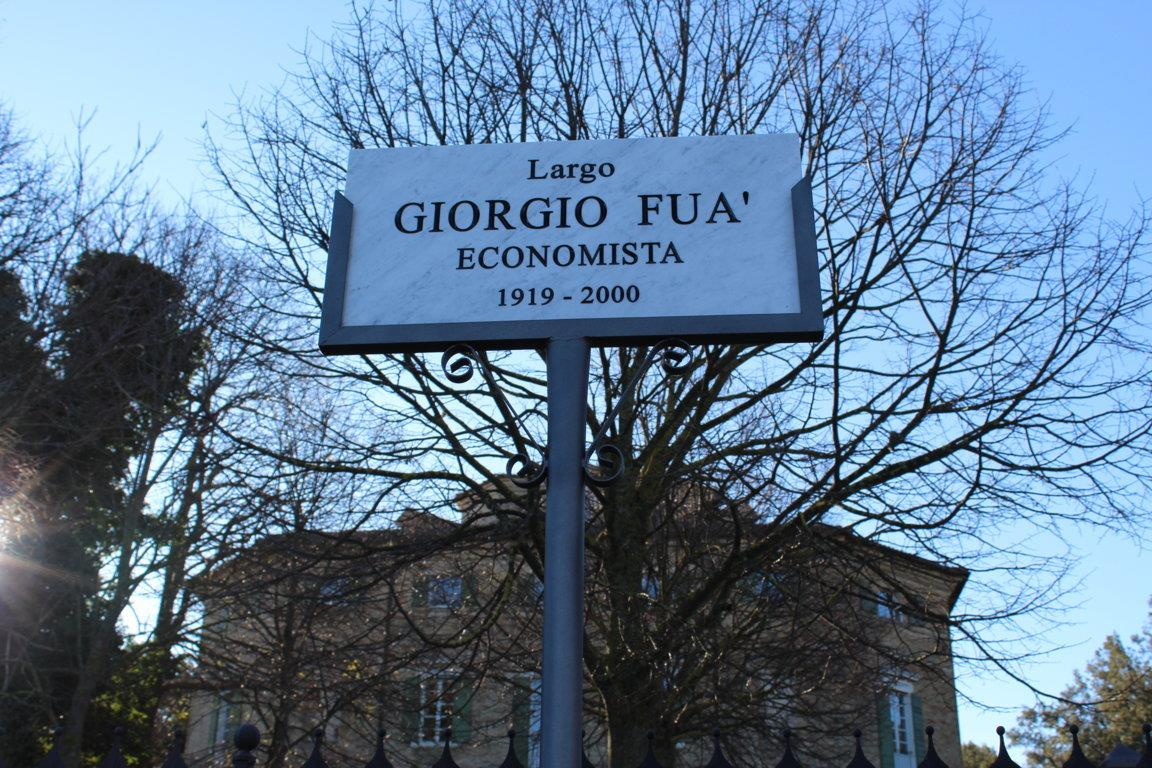
La targa stradale dedicata a Giorgio Fuà